# Los rayos X (película de 1897)
The X-Rays (también conocida como The X-Ray Fiend ) es un cortometraje británico de comedia muda de 1897, dirigido por George Albert Smith, que presenta a una pareja de novios expuesta a rayos X. La película con trucos, según Michael Brooke de BFI Screenonline, "contiene uno de los primeros ejemplos británicos de efectos especiales creados mediante cortes en salto" Smith emplea el corte en salto o paso de manivela dos veces; primero para transformar a su pareja de cortejo a través de "rayos X", por medio de los actores vistiendo trajes negros decorados con esqueletos y con la mujer sosteniendo solo el soporte de metal de su paraguas, y luego devolviéndolos a ellos y al paraguas a la normalidad. La pareja en cuestión fue interpretada por la esposa de Smith, Laura Bayley, y por Tom Green (un comediante de Brighton).

## Trama
La película muestra a un hombre sentado en un banco junto a una mujer a la que corteja. Mientras ellos interactúan, alguien acerca una cámara de rayos X y por un momento se los ve afectados por estos, como esqueletos vivientes. La cámara se retira y ellos vuelven a la normalidad. Ella rechaza al pretendiente y se va. Él, frustrado, le saca la lengua y se enfurruña.
Esta película es una muestra temprana de la técnica de la radiografía y su uso en la industria del entretenimiento. Smith fue un pionero en el uso de técnicas cinematográficas innovadoras, como la sobreimpresión y el uso de la pantalla dividida, y "The X-Rays" fue una de las primeras películas en utilizar efectos especiales para crear una ilusión en pantalla.
Aunque la trama de la película es bastante simple, su importancia radica en su uso de técnicas cinematográficas innovadoras para crear una experiencia visual única. En definitiva, The X-Rays es una película fascinante que representa un hito en la historia del cine y una muestra temprana del uso de efectos especiales para crear ilusiones en la pantalla.